# Epistomentis pictus
Epistomentis pictus este un coleopter din Familia Buprestide.
Este unica specie din genul Epistomentis și trăiește în zona muntoasă din sudul Americii de Sud, în Argentina și Chile.